# Восходящий (Ташлинський район)
Восходя́щий (рос. Восходящий) — селище у складі Ташлинського району Оренбурзької області, Росія.

## Населення
Населення — 320 осіб (2010; 336 у 2002).
Національний склад (станом на 2002 рік):
- росіяни — 68 %